# Titularbistum Dulma
Dulma ist ein Titularbistum der römisch-katholischen Kirche.
Es geht zurück auf einen historischen Bischofssitz in Tomislavgrad.
| Titularbischöfe von Dulma |                               |                                                                              |                    |                  |
| Nr.                       | Name                          | Amt                                                                          | von                | bis              |
| 1                         | Silvestro Scarani             | Weihbischof in Ostia-Velletri (Kirchenstaat)                                 | 22. Dezember 1800  | 1807             |
| 2                         | Francesco Maria Biordi        |                                                                              | 23. September 1816 | 7. Oktober 1817  |
| 3                         | Joseph Chrysostomus Pauer     | Militärvikar der k. k. Heere (Kaisertum Österreich)                          | 25. Mai 1818       | 3. Mai 1824      |
| 4                         | Franciszek di Paolo Pawłowski | Weihbischof in Warschau, Koadjutorbischof von Płock (Russisches Kaiserreich) | 9. April 1827      | 6. Februar 1836  |
| 5                         | Johann Aloys Hoffmann         | Weihbischof in Salzburg (Österreich)                                         | 6. April 1835      | 24. April 1848   |
| 6                         | Balthasar Schitter            | Weihbischof in Salzburg (Kaisertum Österreich/Österreich-Ungarn)             | 20. Mai 1850       | 19. Oktober 1868 |
| 7                         | Dominic Manucy                | Apostolischer Vikar von Brownsville (USA)                                    | 18. September 1874 | 18. Januar 1884  |
| 8                         | Cyril Lubowidzki              | Weihbischof in Lutsk, Shitomir und Kamyanets - Podilskyi (Ukraine)           | 24. März 1884      | 2. August 1897   |